# Fontpédrouse
Fontpédrouse település Franciaországban, Pyrénées-Orientales megyében. Lakosainak száma 122 fő (2022. január 1.). Fontpédrouse Queralbs, Setcases, Mantet, Eyne, Canaveilles, Thuès-Entre-Valls, Nyer, Planès és Sauto községekkel határos.

## Földrajz

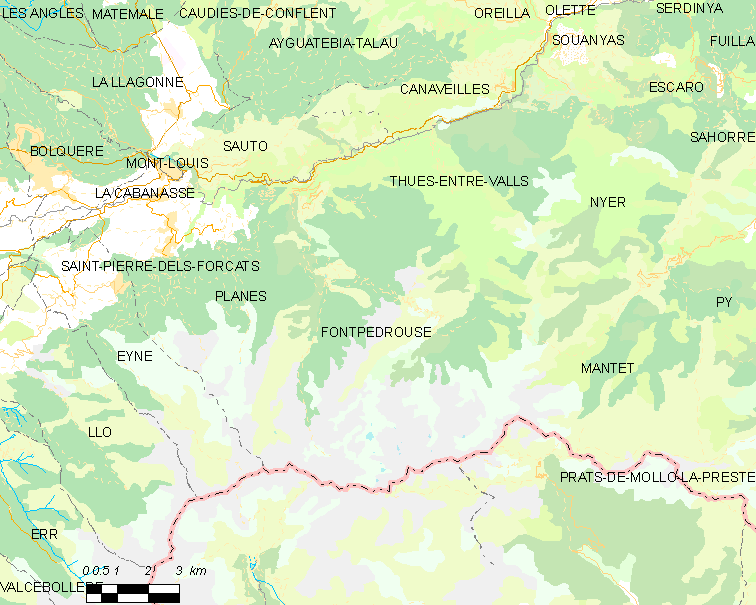
Fontpédrouse és környéke

## Népesség
A település népességének változása:
| Lakosok száma | 131  | 128  | 123  | 120  | 117  | 119  | 120  | 122  |
|               | 2013 | 2015 | 2017 | 2018 | 2019 | 2020 | 2021 | 2022 |